# دانشگاه ملی تجربی تاچیرا
دانشگاه ملی تجربی تاچیرا (به اسپانیایی: Universidad Nacional Experimental del Táchira) یک دانشگاه و میراث فرهنگی در ونزوئلا است که در ایالت تاچیرا واقع شده‌است.